# Frankfort (Michigan)
Frankfort – miasto w Stanach Zjednoczonych, w stanie Michigan, w hrabstwie Benzie. Port jachtowy nad jeziorem Michigan.